# ツルアダン
ツルアダンは、蔓性で樹木にはい上がるタコノキの仲間。日本では八重山諸島などに見られる。

## 特徴
ツルアダン Freycinetia formosana Hemsley は、単子葉植物タコノキ科ツルアダン属の植物で、常緑性の低木である。その形はほぼタコノキであるが、細長く蔓になってはい上がるものである。
蔓は高さ10m以上、太さは径2-3cmにもなる。幹からは多数の根が出て、樹木に張り付いてよじ登る。先端では樹木から離れて中空へ突き出すこともあり、特に花などはそのようなところに着いている。
葉は細長い線形で長さ40-60cm、幅は2-4cm、先端に向かって細まり、先はとがる。縁には鋸歯のような棘が並び、裏側に突き出た主脈の上にも棘が並んでいるが、アダンのような凶悪なものではない。葉はやや柔らかくて、強いつやがある黄緑色。先端は次第に垂れる。基部は膜状になって葉鞘になっている。葉は先端部に集まっており、それより下のものは次第に枯れ、下の方では幹が裸出する。ちなみに、ごく小さな苗の見た目は小さいカヤツリグサ科のアブラガヤのような感じである。
花は茎の先端に生じ、数個の肉穂花序を傘状に出す。花序には葉状で黄色みを帯びた数枚の総苞がある。果実は棒状で長さ10cmm前後、径2cmほどになる。

## 生育環境

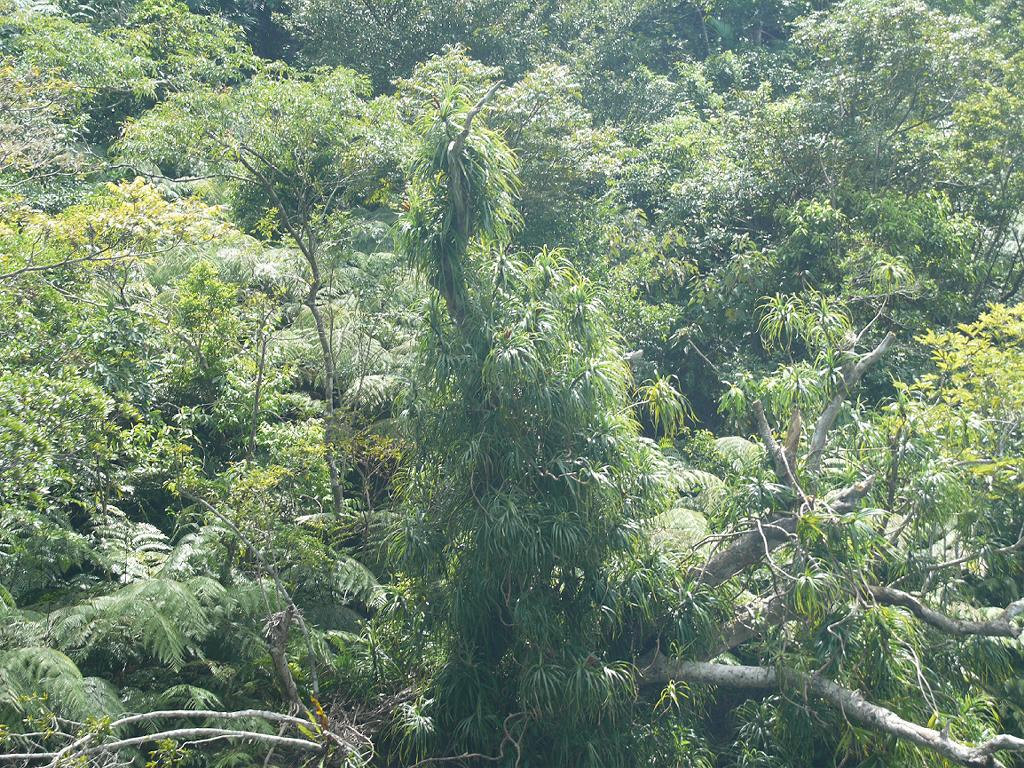
ほとんどツルアダンに覆われた木
浦内川の観光ボートから

低地から山地までの森林に出る。樹木に登り、時にそれを覆うように育つので外からもよく目立つ。西表島の川をボートで巡る観光コースでは、そこから見える川岸の森林でよく見られ、いかにも熱帯ジャングルを思わせる景観の要素の一つとなっている。

## 分布
日本では琉球列島と小笠原諸島に分布がある。琉球列島では八重山諸島の石垣島と西表島に見られる。小笠原諸島では父島と母島にあり、母島では純群落が見られる。国外では台湾とフィリピンから知られる。

## 近縁種等
この属は東南アジアからオセアニアの熱帯域を中心に180種ほどが知られるが、日本ではこの種以外には以下の一種があるのみである。
- ヒメツルアダン F. williamsii Merrill：ツルアダンに似てはるかに小型。花序の総苞は白、果実は棒状でなく短い。西表島の一部から知られるのみで、国外では台湾とフィリピンから知られる。RDBでは危急種に指定されている。

なお、国内のツルアダンすべて同一種としているが、小笠原諸島産のものは棘が強く葉の幅が広いことからタコヅルという別種として扱う説もある。しかし、佐武ら(1999)は変異の範囲としてこれを認めていない。

## 利害
石垣島ではヤマザニ、西表ではヤンダヌと呼ばれる由（池原､1979)。立派な蔓になるが、天野(1982)によるとその茎は脆弱で役に立たないらしい。それ以外に気根を編み物に使う、果実などが食用になるとのこと。